# Mojang Studios
Mojang Studios est un studio suédois de jeux vidéo, fondé en mai 2009 sous la dénomination Mojang Specifications par Markus Persson alias « Notch », Carl Manneh et Jakob Porsér. Mojang Studios est principalement connu pour avoir créé le jeu Minecraft.
Le 15 septembre 2014, Mojang est racheté par Microsoft pour la somme de 2,5 milliards de dollars (USD). À cette occasion, le groupe a également annoncé sur son site le départ de ses fondateurs Notch, Carl et Jakob.
Le 17 mai 2020, à l’occasion du onzième anniversaire de Minecraft, Mojang AB devient Mojang Studios et modernise son logo.

## Histoire

### Studio indépendant (2009-2014)
À la suite d'un voyage payé et d'une offre d'emploi de la société Valve en septembre 2010, Markus Persson fonde Mojang aux côtés de son meilleur ami Jakob Porsér, avec Carl Manneh, qui en devient plus tard le P.-D.G.. M. Persson désirait fonder un studio indépendant pour le développement de son futur projet, Minecraft. Dans la même année, l'entreprise recrute 12 salariés supplémentaires, pour son deuxième jeu vidéo, Scrolls, et dans lequel le développement sert aussi à Cobalt.
En 2011, le fondateur de Napster et l’ancien président de Facebook Solidarité, Sean Parker, propose d'investir dans l'entreprise, mais son offre est refusée par celle-ci.
Vers mars 2012, l'entreprise compte plus de 80 millions de dollars de revenus. En septembre 2012, Mojang commence un partenariat avec le programme des Nations Unies pour les établissements humains appelés « Block by Block » (« Bloc par bloc » en français) : les joueurs de Minecraft construisent des sites dans le jeu pour l'utiliser comme base pour le développement du village de Kibera dans le domaine du Nairobi au Kenya par exemple.

### Filiale de Microsoft

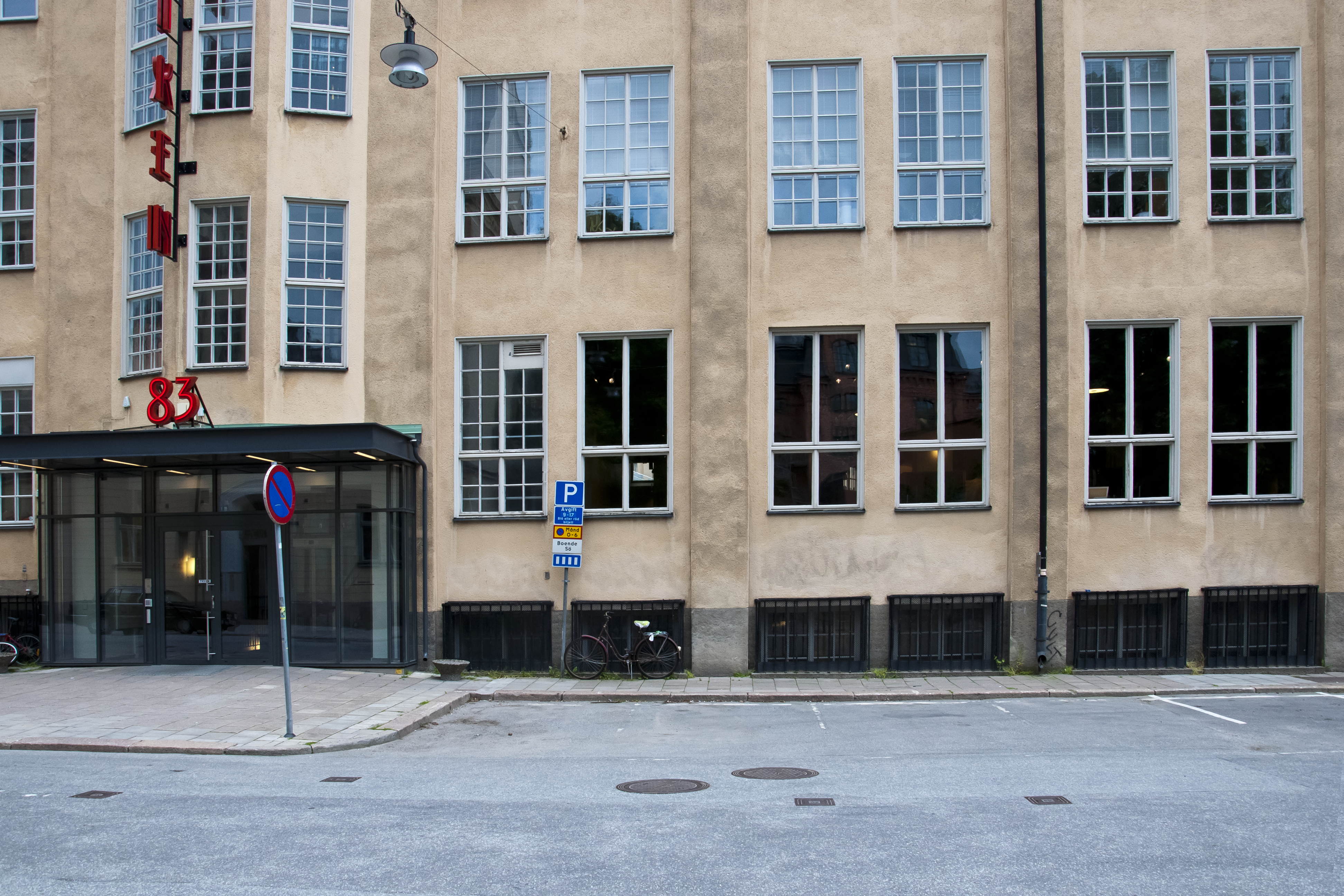
Le siège de Mojang AB dans 83 Maria Skolgata.

Dans la semaine du 7 septembre 2014, des rumeurs circulent sur un rachat du studio par Microsoft. Ni Mojang, ni Microsoft ne commentent cette rumeur. Finalement, le 15 septembre, Mojang est racheté par Microsoft pour 2,5 milliards de dollars. Mojang explique que Minecraft, leur plus grand jeu, est devenu trop difficile à gérer et que depuis 2012, il travaille en collaboration avec Microsoft, ce dernier se révèle être le meilleur choix pour le studio. Markus Persson ajoute qu'il désire se séparer depuis longtemps de Minecraft et de s'occuper d'autres jeux comme Cobalt et Scrolls. Markus Persson subit alors des pressions de sa communauté quant au manque de contenu dans Minecraft[réf. nécessaire]. Il profite alors de cette occasion pour se séparer de son entreprise qu'il ne souhaite plus gérer. Carl Manneh et Jakob Porsér quittent aussi Mojang.Par ailleurs, Markus Persson affirme sur son blog personnel, peu après la revente de Mojang à Microsoft, qu'il n'est pas question d'argent, mais que son départ est lié à une trop forte pression due à une communauté de plusieurs millions de personnes qui suit de près ce qu'il fait, ainsi que le fait de devoir gérer une entreprise, ce qu'il ne souhaite, à la base, pas faire. Après cela, Markus Persson tomba en dépression.
Le PDG de Microsoft, Satya Nadella, déclare que la raison majeure d’acquérir Mojang est liée à HoloLens.
En août 2017, plusieurs « créateurs de contenus » ont été invités par Mojang pour une visite de leur studio. Cinq vidéastes francophones ont été invités.
Il y a trois antennes de Mojang dans le monde : une à Stockholm, en Suède (siège social) cette antenne emploie 150 personnes, une aux États-Unis dans les locaux de Microsoft où il y a 100 personnes qui travaillent pour Mojang et une dernière antenne en Chine qui emploie 80 personnes.
Le jeu Scrolls a eu le droit à un nouvel opus en juin 2018 gratuitement avec le titre "Caller's Bane". Le jeu est structuré autour de différents serveurs communautaires.
Le 17 mai 2020, à l'occasion du 11e anniversaire du jeu principal du studio, Minecraft, la société change de nom, Mojang AB devient Mojang Studios. Dans le même temps, celui-ci arbore un nouveau logo. En mai 2020, Mojang Studios est composé de cinq équipes réparties dans le monde : une à Londres, à Redmond aux États-Unis, à Shanghai en Chine, à Stockholm en Suède et une équipe à Tokyo au Japon.

## Studios de Mojang

### Mojang Stockholm
Mojang Stockholm est la société originale créée par Markus Persson, créateur du jeu Minecraft, lancé en 2009, les principaux développeurs de Cobalt et Minecraft Dungeons. Mojang Stockholm a une équipe d'environ 250 employés, et c'est l'entreprise qui a été initialement acquise par Xbox Game Studios en 2014.

### Mojang Redmond
Filiale qui fait partie des studios de Mojang, Mojang Redmond a été créée en 2015 pour travailler sur un titre AR (réalité augmentée). Mojang Redmond a passé la plus grande partie de son temps à créer Minecraft Earth.

### Mojang Shanghai
Cette filiale a été annoncée en 2018 à la suite du lancement de Minecraft en Chine. Cette filiale travaille aussi avec Mojang Stockholm pour développer Minecraft Dungeons en Asie[réf. souhaitée].

### Mojang London
Mis à part le Mojang Stockholm, en Suède, Mojang London est la plus ancienne filiale de l'entreprise, opérant depuis 2011, et travaille principalement pour créer de nouveaux contenus, des mises à jour et une assistance pour les joueurs.

### Mojang Tokyo
Fondée avec Mojang Shanghai en 2018, Mojang Tokyo est créée avec pour mission de commencer le développement des nouveaux jeux pour la Xbox Series. La société opère en développement avec une nouvelle équipe de Mojang Stockholm formée par anciens développeurs et réalisateurs de DICE, créateurs de la franchise Battlefield, Star Wars: Battlefront et Mirror's Edge[réf. souhaitée].

## Jeux développés

Logo de Minecraft

Mojang Studios est connu pour son jeu à succès Minecraft, sorti en Alpha en 2009 et en version officielle le 18 novembre 2011. Minecraft est toujours en développement, la version 1.21 étant sorti le 13 juin 2024. Minecraft cumule plus de 300 millions de ventes en 2024, ce qui en fait le jeu video le plus vendu dans le monde. Minecraft sur sa version java a cumulé plus de 30 millions de ventes en avril 2019.
En 2014, Mojang sort son deuxième jeu, Scrolls, un jeu de cartes à collectionner en ligne, cependant le studio décide brusquement de mettre fin à son développement en juin 2015. En 2018, le jeu est renommé et devient donc Caller's Bane.
Fin 2015, Mojang et Telltale Games présentent Minecraft: Story Mode, un jeu vidéo épisodique en pointer et cliquer se déroulant dans l'univers de Minecraft. Le jeu est suivi d'un deuxième volet, Minecraft: Story Mode - Saison 2, sorti durant l'été 2017.
Mojang annonce la sortie, en septembre 2018, de Minecraft: Dungeons, un jeu vidéo d'action et d'aventure se déroulant dans l'univers de Minecraft. Le jeu est sorti le 26 mai 2020 sur ordinateur et console. La version console est développée par le studio britannique, Double Eleven. Le développement du jeu pris fin le 28 septembre 2023, 3 ans après sa sortie.
En mai 2019, Mojang annonce Minecraft Earth, un jeu mobile free-to-play en réalité augmentée qui apportera la créativité de Minecraft dans le monde réel. Une bêta fermé est sortie en été 2019, le jeu est finalement disponible pour tous en fin d'année. En janvier 2021, Mojang déploie la dernière mise-à-jour du jeu et annonce qu'il n'y en aura pas de nouvelles, citant notamment la pandémie de Covid-19 comme un facteur ayant amené à cet arrêt. Minecraft Earth sera définitivement arrêté et retiré des magasins d'applications le 30 juin 2021, et toutes les données des joueurs seront supprimées le 1er juillet suivant.
En juin 2022, Mojang annonce Minecraft Legends, un jeu de stratégie et d'action.
| Titre                            | Année | Plates-formes | Notes                                                               |
| -------------------------------- | ----- | --- | ------------------------------------------------------------------- |
| Minecraft                        | 2011  | Windows, Linux, MacOS, Windows 10, Android, iOS, Windows Phone, Amazon Kindle Fire, Raspberry Pi, Xbox 360, Xbox One, PlayStation 3, PlayStation 4, PlayStation Vita, Nintendo 3DS, Wii U, Nintendo Switch, Apple TV | La version alpha de Minecraft est disponible pour le public en 2009 |
| Caller's Bane (Scrolls)          | 2014  | Windows, MacOS, Linux (via Wine), Android | Fin du développement en juin 2015                                   |
| Minecraft: Story Mode            | 2015  | Windows, MacOS, PlayStation 3, PlayStation 4, Xbox 360, Xbox One, Wii U, iOS, Android, Steam, Nintendo Switch | Développé en collaboration avec Telltale Games                      |
| Minecraft: Story Mode - Saison 2 | 2017  | Windows, MacOS, Xbox 360, Xbox One, PlayStation 4, iOS, Android | Développé en collaboration avec Telltale Games                      |
| Minecraft Earth                  | 2019  | iOS, Android | Arrêt de l'application le 30 juin 2021                              |
| Minecraft: Dungeons              | 2020  | Windows, Xbox One, PlayStation 4, Nintendo Switch | Version sur console développé par Double Eleven                     |
| Minecraft Legends                | 2023  | Windows, PlayStation 4, PlayStation 5, Xbox One, Xbox Series, Nintendo Switch | Développé en collaboration avec Blackbird Interactive               |

### Mini-jeux
| Titre                   | Année                           | Genre            |
| ----------------------- | ------------------------------- | ---------------- |
| Minicraft               | 2011                            | Jeu de survie    |
| Catacomb Snatch         | 2012 (pour Mojam)               | shoot 'em up     |
| Endless Nuclear Kittens | 2013 (pour Mojam 2)             | Action           |
| Nuclear Pizza War       | 2013 (pour Mojam 2)             | Tower defense    |
| Battle Frogs            | 2013 (pour Mojam 2)             | side-scrolling   |
| Docktor                 | 2014 (pour Games Against Ebola) |                  |
| Healthcore Evolved      | 2014 (pour Games Against Ebola) |                  |
| Snake Oil Stanley       | 2014 (pour Games Against Ebola) |                  |
| Crown and Council       | 2016                            | Jeu de stratégie |

Minicraft est un jeu en 2D basé sur Minecraft créé par Markus Persson le 19 décembre 2011.
Mojang a commencé sa tradition de développer des projets plus petits pour l'Humble Bundle Mojam avec des jeux de tir, de stratégie et de « steampunk ». Le premier mini-jeu fait par Mojang est celui avec des thèmes de l’Égypte Antique appelé Catacomb Snatch.
87 575 bundles ont été vendus, pour un total de 458 248,99 dollars. Tous les revenus ont été reversés à 4 organisations à but non lucratif, y compris Charity: Water (en), Child's Play, Electronic Frontier Foundation et la Croix-Rouge Américaine. Le genre et le thème ont été choisis par une enquête sur le site Web de Mojang. L'année suivante, trois mini-jeux ont été simultanément développés pour le Bundle Humble Mojam 2.
Mojang annonce la sortie, en avril 2016, de Crown and Council, un petit jeu vidéo de stratégie au tour par tour au rythme rapide.

### Jeux non sortis
Jusqu'en juillet 2012, Mojang co-développait[Avec qui ?] un jeu vidéo appelé Rex Kwon.Ce jeu a finalement été non révélé. Avant que le titre n'ait atteint une étape significative de développement, Mojang a annulé la collaboration, en raison de leur manque de participation (d'engagement) et d'influence sur le projet.
En mars 2012, Markus Persson a révélé qu'il concevrait un jeu de bac à sable spatial. Bien que Mojang taquinât avec un site web de premier avril basé autour de l'effet de mars, il a été confirmé que le jeu était en effet en développement, bien qu'avec un nom différent. Le 4 avril de la même année, Mojang a révélé le titre du jeu pour être 0x10c, soit l'année 281,474,976,712,644 ap J.-C. d'un univers parallèle. En avril 2013, Markus Persson a annoncé que le jeu a été mis en suspens, en raison d'un blocage créatif. En août de cette année, il a prétendu que le jeu a été indéfiniment reporté, avec la motivation que d'autres membres du personnel de Mojang pourraient continuer sa production s'ils le désiraient.

## Jeux édités
Début 2016, Mojang sort le jeu Cobalt, développé par Oxeye Game Studio, un jeu vidéo d'action à défilement horizontal, ce dernier sort d’abord en Alpha en 2011.
| Titre       | Année | Plates-formes                             | Notes                           |
| ----------- | ----- | ----------------------------------------- | ------------------------------- |
| Cobalt      | 2016  | Windows, MacOS, Xbox 360, Xbox One, Steam | Développé par Oxeye Game Studio |
| Cobalt WASD | 2017  | Windows, MacOS, Linux, Steam              | Développé par Oxeye Game Studio |

## Block By Block
(24 novembre 2017).
En septembre 2012, Mojang a commencé le projet « Block By Block » (« Bloc par bloc » en français), ce projet d'œuvre de bienfaisance (de charité) en coopération avec le UN-Habitat pour créer et concevoir des environnements réalistes dans Minecraft. Le projet permet aux jeunes qui vivent dans ces environnements pour participer à la conception des changements, ils voudraient voir et les impliquer dans l'urbanisme. En utilisant Minecraft, la communauté a aidé à reconstruire des zones (domaines) de préoccupation. Les citoyens sont alors invités à entrer dans les serveurs Minecraft et modifier leurs propres voisinages. Carl Manneh, ancien directeur général de Mojang, appelle le jeu « l'outil parfait pour faciliter ce processus" en ajoutant que "le partenariat de trois ans supportera (soutiendra) le réseau de Développement Urbain Durable du UN-Habitat pour mettre à jour (améliorer) 300 espaces publics avant 2016 ». Mojang a assigné la communauté de constructeur (dans Minecraft), FyreUK, pour aider à rendre les environnements dans Minecraft. Le premier projet pilote à commencer dans le Kibera, un des règlements(implantations) informels de Nairobi  est dans la phase de planification[réf. nécessaire].
Le projet « Block By Block » est basé sur une initiative précédente commencée en octobre 2011, Mina Kvarter (My Block), qui a donné aux jeunes dans des communautés suédoises un outil pour visualiser comment ils ont voulu changer leur partie de ville. Selon Manneh, le projet était une façon utile (serviable) de visualiser des idées d'urbanisme sans nécessairement avoir une formation dans l'architecture.
Avant 2016, 300 des zones (domaines) que le UN-Habitat planifie de réorganiser seront recréées dans Minecraft.

## Attaque en justice (procès)

### ZeniMax Media vs Mojang AB
ZeniMax Media, la société-mère de Bethesda Softworks, a intenté un procès contre Mojang le 27 septembre 2011, prétendant que la marque déposée Scrolls, que Mojang tente de déposer, viole les droits sur la marque déposée de Bethesda de la série de The Elder Scrolls. Le 18 octobre, Markus Persson a annoncé que Mojang avait gagné l'injonction provisoire, mais que Bethesda avait toujours l'option pour déposer un appel. En mars 2012, Mojang et Bethesda sont parvenus à un accord en vertu duquel Mojang renonce à déposer la marque Scrolls, et Bethesda ne conteste pas le droit d'utiliser le nom Scrolls, pour autant que ce jeu n'entre pas en concurrence directe avec The Elder Scrolls.

### Uniloc USA vs Mojang AB
Le 20 juillet 2012, Uniloc (en) intente un procès contre Mojang, citant Minecraft - Pocket Edition, comme une infraction des brevets d'Uniloc sur la vérification de l'activation d'une licence de logiciel. En réponse à une quantité écrasante de courriers haineux, le créateur d'Uniloc, Ric Richardson, a nié son engagement dans l'affaire, revendiquant avoir seulement déposé le brevet sans intenter un procès contre Mojang, bien qu'approuvant la sécurité du brevet.

### Putt-Putt Fun Center vs Mojang AB
Le 25 juin 2013, l'entreprise Putt-Putt a accusé Mojang de bénéficier de l'usage de la marque Putt-Putt pour vendre son jeu. En réalité, cela n'était pas lié à Mojang mais à des vidéos Minecraft sur YouTube avec « le Putt-Putt » dans le titre.